# Euceros clypealis
Euceros clypealis är en stekelart som beskrevs av Barron 1978. Euceros clypealis ingår i släktet Euceros och familjen brokparasitsteklar. Inga underarter finns listade i Catalogue of Life.